# Новосветское сельское поселение
Новосве́тское се́льское поселе́ние — упразднённое муниципальное образование на территории Гатчинского муниципального округа Ленинградской области. Бывший административный центр — посёлок Новый Свет. На территории поселения находились 7 населённых пунктов — 3 посёлка и 4 деревни.
Последним главой поселения являлся Дегтярев Евгений Львович, главой администрации — Огнева Елена Олеговна.

## Географическое положение
- Общая площадь — 49,1 км²
- Расположение — центральная часть Гатчинского муниципального округа
  - Граничило:
    - на западе с Гатчинским городским поселением
    - на западе с Большеколпанским сельскими поселениями
    - на севере с Веревским сельским поселением
    - на севере с Пудомягским сельским поселением
    - на востоке с Сусанинским сельским поселением
    - на юге с Кобринским сельским поселением

По территории бывшего поселения проходят автодороги:
- Р23 «Псков» (E 95, Санкт-Петербург — граница с Беларусью)
- А120 (Санкт-Петербургское южное полукольцо)
- 41К-100 (Гатчина — Куровицы)
- 41К-223 (Киевское шоссе — Пижма)
- 41К-508 (Торфяное — Сабры)

Расстояние от бывшего административного центра поселения до центра муниципального округа — 5,5 км
По территории бывшего поселения проходит железная дорога Мга — Ивангород, имеется станция Фрезерный.

## История
По данным 1990 года центр Пригородного сельсовета был перенесён в посёлок Новый Свет.
18 января 1994 года постановлением главы администрации Ленинградской области № 10 «Об изменениях административно-территориального устройства районов Ленинградской области» Пригородный сельсовет, также как и все другие сельсоветы области, преобразован в Пригородную волость.
1 января 2006 года в соответствии с областным законом № 113-оз от 16 декабря 2004 года образовано Новосветское сельское поселение, в его состав вошла территория бывшей Пригородной волости.
Упразднено 13 мая 2024 года в связи с образованием Гатчинского муниципального округа вместо Гатчинского района.

## Экономика
На территории бывшего поселения расположены 234 предприятия производственной и непроизводственной сферы. В советское время основным предприятием был свино-откормочный комплекс «Новый Свет».

## Население
| 2006  | 2010  | 2011  | 2012  | 2013  | 2014  | 2015  |
| ----- | ----- | ----- | ----- | ----- | ----- | ----- |
| 7400  | ↗7629 | ↗7656 | ↗7914 | ↗8162 | ↗8239 | ↘8237 |
| 2016  | 2017  | 2018  | 2019  | 2020  | 2021  | 2023  |
| ↗8304 | ↘8293 | ↘8264 | ↘8251 | ↘8132 | ↗9733 | ↗9767 |
| 2024  |       |       |       |       |       |       |
| ↗9768 |       |       |       |       |       |       |

Бо́льшая часть из них проживает в посёлке Новый Свет. Относительно крупными населёнными пунктами также являются Торфяное и Пригородный.

## Состав сельского поселения
| № | Населённый пункт | Тип населённого пункта          | Население    |
| - | ---------------- | ------------------------------- | ------------ |
| 1 | Коргузи          | деревня                         | ↗19 (2017)   |
| 2 | Малое Замостье   | деревня                         | ↘145 (2017)  |
| 3 | Новый Свет       | посёлок, административный центр | ↗7000 (2021) |
| 4 | Пригородный      | посёлок                         | ↗577 (2017)  |
| 5 | Пустошка         | деревня                         | ↗138 (2017)  |
| 6 | Сабры            | деревня                         | ↗43 (2017)   |
| 7 | Торфяное         | посёлок                         | ↗1176 (2017) |